# Río Kelermés
El río Kelermés (del ruso: Келермес) es un río de la república de Adiguesia, en el sur de Rusia, afluente por la derecha del río Guiagá, que lo es del Labá, de la cuenca del Kubán. 

## Curso
Nace al oeste de Krásnaya Ulka, junto al curso del río Ulka, en las llanuras situadas entre las últimas estribaciones septentrionales del Cáucaso Norte y el río Kubán. Su curso, de 32 km de longitud, sigue predominantemente rumbo noroeste, hasta su desembocadura en el Guiagá en Kelerméskaya, única población en su curso. Su cuenca drena una superficie de 104 km².